# 小川清助
小川 清助（おがわ せいすけ、1832年 - 1880年）は、幕末から明治初期にかけて伊豆南部で活躍した石工である。その作品は現在、伊豆半島南端に近い静岡県下田市域で二十数点が確認されている。

## 歴代清助
小川清助の子孫に伝わる伝承によると、清助の名は江戸時代の延宝年間（1673年 - 1681年）に始まり、明治初期まで約200年にわたって世襲されたという。これを裏付けるように、「清助」銘を有する最古の作品として、早くから下田市西中・中村公園の地蔵菩薩立像（享保12年・1727年作）があげられてきたが、現状では本像に「清助」の名は確認できず、この像が清助の作であるとする説は疑わしい。現在「清助」銘を持つことが確認できる最古の作品は、下田市横川にある曹洞宗の古刹太梅寺門前に立つ地蔵菩薩立像であり、天保4年（1833年）の銘がある。この年は最後の小川清助（1832年 - 1880年）が生まれた翌年にあたるため、少なくとも「清助」の名が2代に渡って世襲されたことが確認できる。なおこの「先代清助」は最後の小川清助の祖父に当たると考えられるが（最後の小川清助の父は「辰蔵」の名で作品をのこしている）、この他に3点の作品が知られている。先代清助の作品は造形的に特筆すべきところはなく、最後の小川清助の作品に見られるような優れた造形力と特徴的な作風が見られない。また、当時の清助は小川姓を名乗っていなかったようで、作品に小川姓が刻まれることはなかった。

## 小川清助の生涯

### 修行時代
小川清助の生涯に関しては文化元年（1832年）に生まれ、明治13年（1880年）に48歳で亡くなったこと以外、断片的なエピソードが伝わっているだけでよくわかっていない。彼のもっとも若い頃の記録と考えられるのが、下田市柿崎、外浦海水浴場の一角に位置する燭光院の、本堂を建立した際に書かれた棟札である。この棟札は嘉永2年（1849年）の年名を持つが、ここには「石工 下田金七」の名に並び、「同脇 下田清助」の名が記されている。20歳の小川清助がこのときどのような仕事に携わったのかはよくわからないが、彼が父の辰蔵ではなく、金七なる石工の元で修行していたことを物語る記録である。

### 20代の作品
現在知られている小川清助最初の作品は、下田市相玉、相玉庚申堂の背後に迫る藤原山の山頂に立つ石塔である。この石塔は宝篋印塔の形をしているが、塔身正面に「天上 降臨 青面金剛明王塔」と刻まれているため、庚申塔であることが確認でき、小川清助の名はこの塔の台座背面に刻まれた6人の石工の筆頭として刻まれている。ところでこの塔の塔身左面には造塔の由来を記した長文の刻銘があるが、その後半に年銘があり、嘉永5年（1852年）の作であることがわかる。嘉永5年当時小川清助は弱冠20歳の若者であり、そのような彼が石工たちの筆頭として銘文に名が見られる点は不自然とも考えられ、あるいは先代の作ではないかとも思われる。しかし後年、小川清助が制作で悩んだ際に相玉の庚申堂に篭っていたという伝承があり、彼と庚申堂の深い関係を思わせる点、小川姓を作品に刻するのが彼に始まったと思われる点などから、現時点ではこの塔の作者を小川清助とするのが穏当と考えられる。
その後の小川清助は、21歳のときに下田市河内・重願寺の六地蔵を、28歳のときに下田八幡神社の石灯籠を制作している。下田八幡神社は下田町の鎮守として下田町民の信仰を集めていた神社であり、この神社に彼の作品がのこることは、20代後半の小川清助が、すでに下田町内で一定の評価を受けていたことを示している。なお、下田八幡神社には拝殿前にもう一対、小川清助作の石灯籠があったというが、近年の拝殿火災の際に失われたという。また、小川清助は、下田市白浜の白浜神社の拝殿再建にも参加、白浜神社玉垣とそれに付属する小さな一対の狛犬に「下田石工 小川清助」の名を刻んでいる。この狛犬と玉垣にはそれぞれ、万延元年（1860年）、文久元年（1861年）の銘があり、小川清助28歳、29歳の作である。

### 30代の作品
30代は小川清助がもっとも意欲的に制作活動を行った時期である。
この時期の清助は引き続き白浜神社の仕事を継続しており、拝殿正面、総高250cmをこえる石燈籠（1864年、32歳の作）に名を刻んでいる。また、下田市一丁目の須崎町稲荷神社の一対の神狐、下田市河内の諏訪神社の大型の狛犬、下田市河内・満昌寺の馬頭観音坐像など、彼の代表作の多くがこの時期に作られている。なお、小川家の伝承によれば、小川清助は下田港の沖、11kmに浮かぶ神子元島に神子元島灯台を建造する際、石工として腕を振るったと言う。この伝承の可否は確認できないが、伝承を信じるならば、神子元島灯台の完成は明治3年（1870年）であり、現在、小川清助の34歳、36歳、37歳の作品が確認されていないのは、灯台建造に携わっていたためとも考えられる。

### 40代の事績
40代の清助は、明治10年（1873年）東京上野公園で開催された第一回内国勧業博覧会に作品を出展し、自分の技術を世に問うている。この時の彼の出展作品は「関羽印」「聨（れん）」「書画」「青石」「石器」の5点。いずれも石製品であったと考えられ、聨は漢詩や書画を刻した細長い石版、書画は同じく石造のレリーフ、石器は石笛であったとされており、青石も何らかの彫刻と考えられるが詳細は不明である。これらの作品は、現在いずれも所在不明となっているが、清助は河内諏訪神社の狛犬の台石に、自分の名とともに精緻な彫りで印面を刻み込んでおり、ここに見られる印面は「関羽印」を想像する上で参考になるだろう。この時の作品で最も興味深いのは「石器」こと石笛であり、清助はこの石笛で褒賞を受賞。現在、清助の子孫の家に褒状のみ現存している。褒状には「軟石ヲ密鐫シテ刀痕鮮明ナリ其石笛ハ発音未タ正律ニ協ハスト雖モ朗爽トシテ渋滞ナキハ鐫鑿ノ宜キニ因ヲ観ル」と受賞理由が明記され、これによって失われた石笛が軟石を緻密に彫刻したものであること、その笛が音階こそ整っていないものの爽やかな音色を奏でたことを知ることができる。笛の種類は特定できないが、音階があることから、複数の穴を配して音階を変えることの出来る横笛か、尺八のような縦笛であったのだろう。なお、清助はこれらの作品の他に、球状の石が入った石の壺、石のテーブル、石のコーヒーカップなどを制作したというが、いずれも現存していない。
一方40代の清助の作品は現在二点が確認されているのみである。そのうちの一点は下田市横川、太梅寺の子安地蔵坐像で、角柱型の尼僧の供養塔の上部に、蓮台に片足を踏み下げて坐す地蔵菩薩の像を刻んだ作品である。地蔵菩薩は下膨れで、蚕の繭形を呈する円満な慈悲相を浮かべて正面を見つめ、左腕には赤子を抱いている。また、地蔵菩薩の右膝元にも一人の童子がいて、地蔵にすがりつきながら温顔を仰ぎ見るようにしている様子が愛らしい。小川清助の代表作である本像は、明治11年（1878年）、清助46歳の作品で、現在確認されている中では彼の最後の作品である。小川清助はこの像を造立した翌々年の明治13年（1880年）12月22日、下田新町で永眠した。法名は雙轉清樹信士。48歳であった。そしてこの「清助」の死とともに、世襲された「石工清助」の名は断絶した。

## 作品

### 先代清助の作品
- 地蔵菩薩立像（天保4・1833年) 下田市横川・太梅寺、像高138.4cm、総高209.7cm
- 地蔵菩薩立像（天保14・1843) 下田市堀ノ内深根城入口、像高56.1cm、総高98.2cm
- 観音霊場巡拝塔（天保15・1844年）下田市河内個人宅
- 手水鉢（天保10・1839年） 下田市河内諏訪神社

### 小川清助の作品
- 宝篋印塔型庚申塔（嘉永5・1852年、20歳） 下田市相玉・藤原山山頂
- 六地蔵・7躯（嘉永6・1853年、21歳） 下田市河内・重願寺
- 石灯籠・一対（万延元・1860年、28歳）下田市一丁目・八幡神社
- 狛犬・一対（万延元・1860年、28歳） 下田市白浜・白浜神社
- 拝殿玉垣（万延2・1861年、29歳） 下田市白浜・白浜神社
- 石灯籠・一対（文久4・1864年、32歳） 下田市白浜・白浜神社
- 地蔵菩薩坐像（慶応元・1865年、33歳） 下田市立野・仏源寺
- 神狐・一対（慶応元・1865年、33歳） 下田市一丁目・須崎町稲荷神社
- 狛犬・一対（慶応3・1867年、35歳） 下田市河内・諏訪神社
- 諸国巡拝塔（明治3・1870年、38歳） 下田市西中・中村公園
- 馬頭観音坐像（明治3・1870年、38歳） 下田市河内・満昌寺
- 鳥居根巻石（明治4・1871年、39歳） 下田市落合・高根神社 ※棟札から推察。
- 弘法大師坐像（明治５・1872年、40歳）　下田市荒増・個人墓地内
- 子安地蔵坐像（明治11・1878年、46歳） 下田市横川・太梅寺
- 馬頭観音坐像（制作年代不詳） 下田市白浜共同墓地入口